# رودولف پیترز
رودولف پیترز (به انگلیسی: Rudolph F. Peters) (متولد ۱۶ سپتامبر ۱۹۴۳ - درگذشت ۲۶ مارس ۲۰۲۲، آمستردام) پژوهشگر حقوق اسلامی در دانشگاه آمستردام بود.
رودولف پیترز حقوق، عربی و ترکی را در آمستردام و لیدن فراگرفت و به عنوان مدرس در دپارتمان مطالعات عربی و اسلامی در دانشگاه آمستردام در سال ۱۹۶۸ منصوب شد. او دکترایش را در سال ۱۹۷۹ تکمیل کرد و با عنوان «اسلام و استعمار: دکترین جهاد در تاریخ مدرن» را دفاع کرد. او به عنوان مدیر انجمن باستان‌شناسی و مطالعات عربی هلند در قاهره از سال ۱۹۸۲ تا ۱۹۸۷ خدمت کرد و در سال ۱۹۹۲ به عنوان استاد دانشگاه آمستردام استخدام شد.

## آثار
- Islam and Colonialism: The Doctrine of Jihad in Modern History (1979)
- Jihad in Classical and Modern Islam: A Reader (1996)[۱]
- Jihad: A History in Documents (1996)
- Crime and Punishment in Islamic Law (2005)
- Sharia, Justice and Legal Order (2020)